# Tommaso Gismondi
Pour les articles homonymes, voir Gismondi.
Tommaso Gismondi, né le 28 août 1906 à Anagni et mort le 26 avril 2003 dans la même commune, est un sculpteur italien, particulièrement d'art sacré.

## Biographie
Tommaso est né à Anagni en 1906 de Carlo Gismondi et Angela Ferretti,. Il s'est installé enfant avec sa famille à Rome en 1921. Après la guerre, il est allé à Buenos Aires en Argentine, puis il revient dans sa ville natale, Anagni, à la fin des années 1950.
Il est connu comme étant « le sculpteur du Pape », du fait des œuvres créées sur commande de Paul VI et de Jean-Paul II,,. Ses œuvres les plus célèbres sont les portes de la Bibliothèque vaticane et des Archives secrètes du Vatican (1985), certains bronzes de la basilique Saint-Pierre, la cathèdre de Jean-Paul II et le Chemin de la croix de l'église Sainte-Anne,.
Il aimait graver des médailles et des pièces de monnaie pour le Vatican et pour l'Italie.
Il ne doit pas être confondu avec le sculpteur italien Federico Gismondi.
Un musée lui est consacré à Anagni.

## Œuvres
- Le retable et la croix en bronze de l'autel de la Chapelle de l'Europe, qui honorent Saints Benoît, Cyrille et Méthode, co-patrons de l'Europe. Grottes vaticanes, Basilique Saint-Pierre (3 m x 1,80) (1980)[7].
- Les portes de la Bibliothèque Vaticane et des Archives Secrètes du Vatican (2 x 3,30 m). Cité du Vatican, (1985)[8].
- La cathèdre de Jean-Paul II, les boîtes contenant les clés des Portes Saintes de la Basilique Saint-Pierre, et des basiliques Saint-Paul-hors-les-Murs, Saint-Jean-de-Latran et Sainte-Marie-Majeure (1983).
- Le chemin de croix de l'église Sainte-Anne (Cité du Vatican) : 14 panneaux de bronze commandés par le cardinal Virgilio Noè[9].
- La statue de saint Joseph placé dans la cour de la Bibliothèque Vaticane,
- Les pièces de Paul VI au Vatican.
- Les portes en bronze de l'église Église Saint-Pierre de Montmartre[10] et du cimetière attenant du Calvaire à Paris (1980).
- Quatre des vingt-deux panneaux de bas-relief en bronze de l'autel, dans la chapelle dédiée à la vierge de la basilique Saint-François d'Assise. Dans l'ordre: les noces de Cana en Galilée, la Sainte Famille de Marie, le Mariage, la Rencontre de Marie avec Elizabeth. basilique Saint-François d'Assise (église inférieure)[11]
- Le monument en bronze pour les frères Polidori, piazza Guglielmo Marconi, Castro dei Volsci
- Les panneaux en bronze avec des scènes de la Passion. Eglise Saint-Nicolas, (Cosenza).
- Bronze Mère Teresa de Calcutta. Anagni, Musée Gismondi (1992)
- Le Cénacle, à taille réel, avec Judas, qui est sur le point de quitter la salle, taillé dans 4 blocs de marbre de Carrare. Eglise des Servites de Marie. Marina di Massa (1971°
- Portail couvert de la cathédrale de Notre Dame de la Altagracia à Higüey (Saint-Domingue) (1988)[2]
- Les médailles de Rome, de bronze, d'or et d'argent.
- Médaille pour la restauration de l'Ara Pacis, bronze, diamètre de 9 cm. Présentée à l'occasion du Congrès Enaem 1970, au Palais des Congrès.
- Le Cénacle, huile sur toile. Anagni, Musée Gismondi.
- Le portail en bronze de l'église Santa Restituta (it), à Sora (1975)[12].
- La statue du Monument aux morts de Ginosa. Ginosa, piazza Marconi (1978).
- Le portail en bronze du sanctuaire Sainte-Anne à Lettere.
- Le portail en bronze de la paroisse de l'Archange Saint-Michel, Vallecorsa (1984).
- Les portails de bronze des sanctuaires Saint-François-de-Paule (1974) et de l'Année Mariale (1987-1988).
- La statue du Christ Rédempteur, dans le sanctuaire Saint Gérard Maiella, Caposele

## Galerie

Œuvres de Tommaso Gismondi
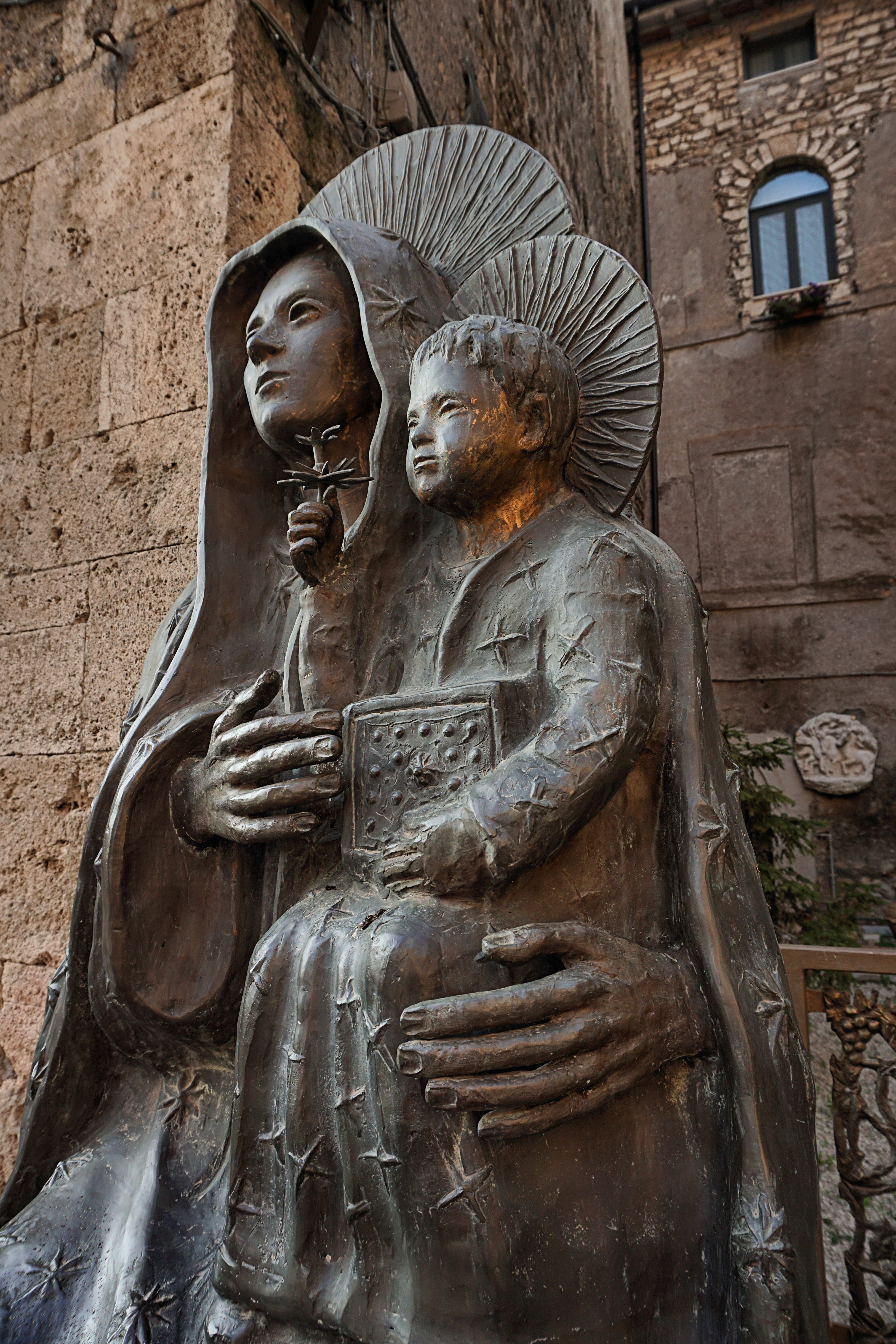
Madonna con Bambino à Anagni
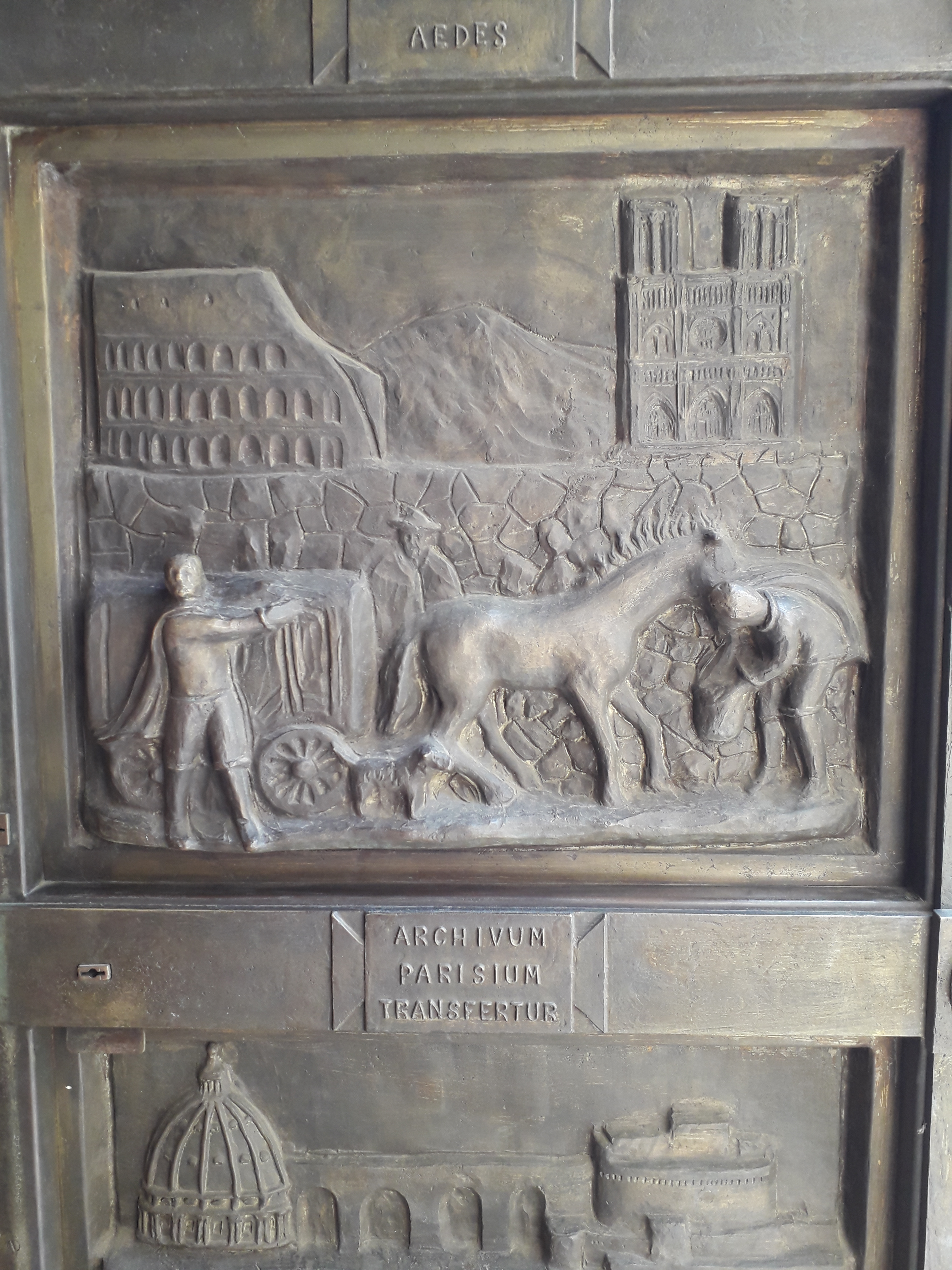
Les portes des Archives vaticanes, Panneau 1 (1985)
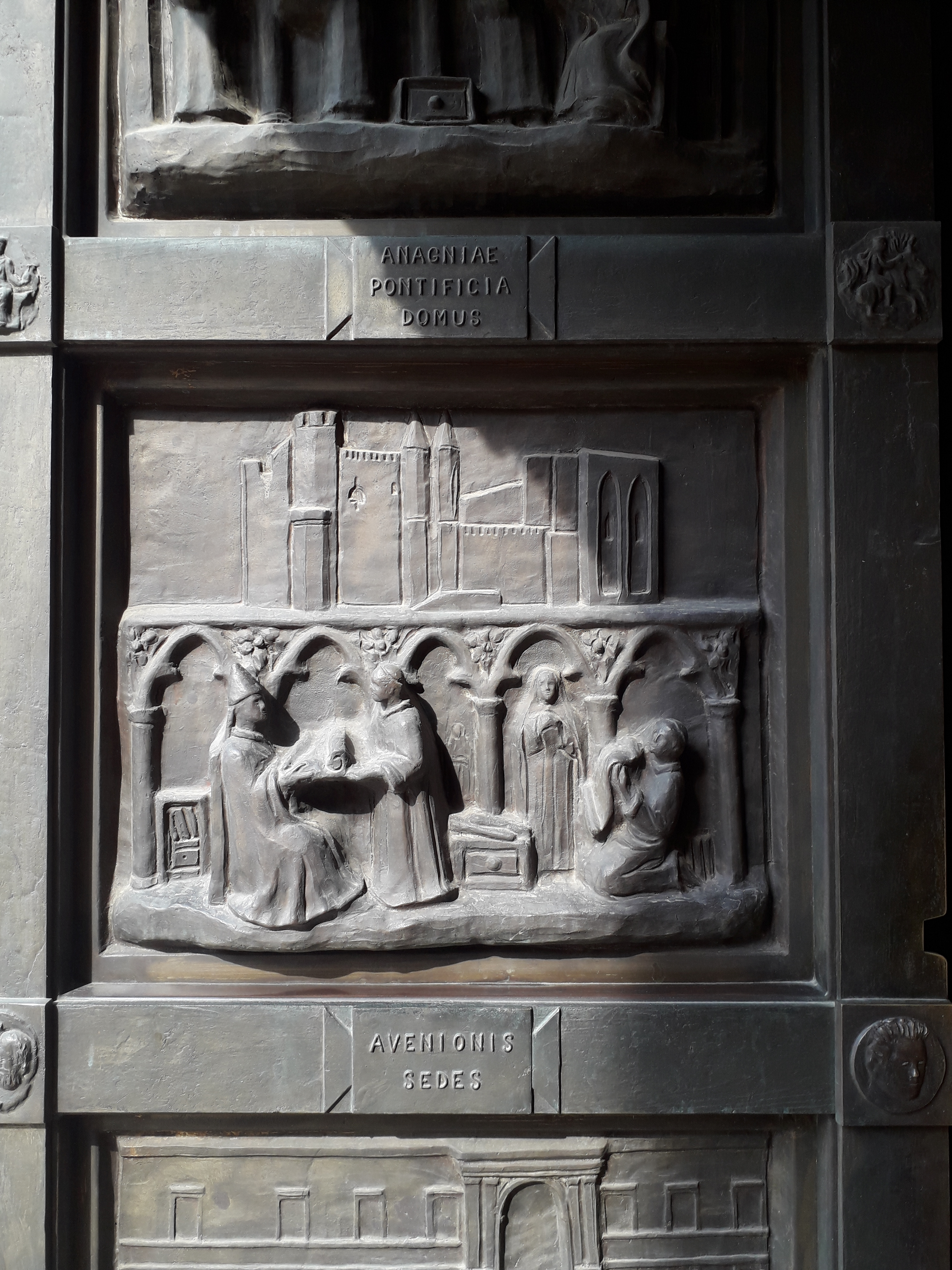
Les portes des Archives vaticanes, Panneau 2 (1985)